# Фишман, Геннадий Владимирович
Генна́дий Влади́мирович Фи́шман (род. 7 сентября 1959) — советский белорусский легкоатлет, специалист по бегу на средние и длинные дистанции, легкоатлетическому кроссу. Выступал на всесоюзном уровне в 1980-х годах, многократный победитель и призёр первенств всесоюзного значения, трёхкратный чемпион СССР по кроссу.

## Биография
Геннадий Фишман родился 7 сентября 1959 года. Занимался лёгкой атлетикой в Минске и Гродно, выступал за Белорусскую ССР, добровольное спортивное общество «Буревестник» и Вооружённые силы.
Впервые заявил о себе на всесоюзном уровне в сезоне 1981 года, когда в беге на 5000 метров одержал победу на Мемориале братьев Знаменских в Санкт-Петербурге и на соревнованиях в Москве, финишировал шестым на чемпионате СССР в Москве.
В 1982 году в дисциплине 3000 метров выиграл серебряную медаль на зимнем чемпионате СССР в Москве, в дисциплине 5000 метров стал серебряным призёром на Мемориале Знаменских в Москве и бронзовым призёром на летнем чемпионате СССР в Киеве. Одержал победу в кроссе на 8 км на чемпионате страны в рамках XXI Всесоюзного кросса на призы газеты «Правда».
В 1983 году победил на Мемориале Знаменских в Москве в беге на 3000 метров.
В 1984 году выиграл 3000 метров на зимнем чемпионате СССР в Москве и на Мемориале Знаменских в Сочи, победил на чемпионате СССР по кроссу в Кисловодске, стал вторым в беге на 5000 метров на Кубке Известий в Киеве, установив при этом свой личный рекорд — 13:18.46. Рассматривался в качестве кандидата на участие в летних Олимпийских играх в Лос-Анджелесе, однако Советский Союз вместе с несколькими другими странами восточного блока бойкотировал эти соревнования по политическим причинам. Вместо этого Фишман выступил на альтернативном турнире «Дружба-84» в Москве, где в 5000-метровой дисциплине стал четвёртым. Позднее на летнем чемпионате СССР в Донецке завоевал бронзовую и серебряную награды на дистанциях 5000 и 10 000 метров соответственно.
В 1985 году в беге на 3000 метров с личным рекордом 7:57.48 выиграл серебряную медаль на зимнем чемпионате СССР в Кишинёве, занял шестое место в матчевой встрече со сборными Италии, Бельгии и Австрии в Риме. В беге на 2000 метров одержал победу на международном старте в Будапеште. Превзошёл всех соперников чемпионате СССР по кроссу в Челябинске. В беге на 5000 метров взял бронзу на Мемориале Знаменских в Москве.
В 1986 году в дисциплине 3000 метров получил серебро на зимнем чемпионате СССР в Москве и на соревнованиях в Сочи. Пришёл к финишу вторым в гонке на 5 км на чемпионате СССР по кроссу в Ессентуках. На летнем чемпионате СССР в Киеве был третьим и вторым в дисциплинах 5000 и 10 000 метров соответственно.
В 1987 году стал серебряным призёром в беге на 5000 метров на всесоюзных соревнованиях в Риге, победил в беге на 10 000 метров на соревнованиях в Таллине. На чемпионате СССР в Брянске в тех же дисциплинах был восьмым и третьим.
В 1988 году в беге на 10 000 метров с личным рекордом 28:19.88 стал бронзовым призёром на Мемориале братьев Знаменских в Ленинграде.
В марте 1992 года отметился выступлением на полумарафоне в японском городе Сендай, с результатом 1:05:53 пришёл к финишу девятым.